# Serixia sinica
Serixia sinica là một loài bọ cánh cứng trong họ Cerambycidae.